# Associazione Calcio Valdagno 1989-1990
Questa voce raccoglie le informazioni riguardanti  l'Associazione Calcio Valdagno nelle competizioni ufficiali della stagione 1989-1990.

## Rosa
| N. |                   | Ruolo | Calciatore               |
| -- | ----------------- | ----- | ------------------------ |
|    | Italia (bandiera) | P     | Riccardo Bertoldo        |
|    | Italia (bandiera) | P     | Nereo Bonato             |
|    | Italia (bandiera) | D     | Massimo Bovo             |
|    | Italia (bandiera) | C     | William Dal Balcon       |
|    | Italia (bandiera) | C     | Massimiliano Dal Compare |
|    | Italia (bandiera) | D     | Maurizio D'Angelo        |
|    | Italia (bandiera) | D     | Giovanni Fracaro         |
|    | Italia (bandiera) | C     | Gianpaolo Lazzarotto     |

| N. |                   | Ruolo | Calciatore          |
| -- | ----------------- | ----- | ------------------- |
|    | Italia (bandiera) | C     | Salvatore Mantovani |
|    | Italia (bandiera) | D     | Mauro Mattiello     |
|    | Italia (bandiera) | C     | Stefano Perin       |
|    | Italia (bandiera) | D     | Roberto Perlotto    |
|    | Italia (bandiera) | A     | Dino Piccoli        |
|    | Italia (bandiera) | C     | Andrea Sambugaro    |
|    | Italia (bandiera) | A     | Dante Tamagnini     |
|    | Italia (bandiera) | A     | Giampietro Zanaga   |